# Alchemilla lapeyrousii
Alchemilla lapeyrousii är en rosväxtart som beskrevs av Robert Buser. Alchemilla lapeyrousii ingår i släktet daggkåpor, och familjen rosväxter. Inga underarter finns listade i Catalogue of Life.